# Vilhena (tiểu vùng)
Vilhena là một tiểu vùng thuộc bang Rondônia, Brasil. Tiều vùng này có diện tích 26583 km², dân số năm 2007 là 105732 người.